# Cestas
Cestas település Franciaországban, Gironde megyében. Lakosainak száma 16 757 fő (2022. január 1.). Cestas Pessac, Le Barp, Canéjan, Léognan, Mios, Saint-Jean-d’Illac, Saucats, Marcheprime és Audenge községekkel határos.

## Népesség
A település népességének változása:
| Lakosok száma | 3548 | 13 730 | 16 768 | 16 674 | 16 438 | 16 573 | 16 922 | 17 053 | 16 932 | 16 757 |
|               | 1968 | 1982   | 1990   | 2006   | 2013   | 2015   | 2017   | 2019   | 2020   | 2022   |